# London Development Agency
La London Development Agency (LDA, in italiano: Agenzia per lo sviluppo di Londra) è stata dal luglio 2000 fino al 2012 l'agenzia di sviluppo regionale per la regione di Londra in Inghilterra. Organo funzionale dell'Autorità della Grande Londra, il suo scopo era quello di guidare la crescita economica sostenibile all'interno di Londra.
I progetti sono stati ereditati da English Partnerships o realizzati in collaborazione con l'Autorità della Grande Londra e altre organizzazioni del settore pubblico, tra cui il Dipartimento per lo sviluppo internazionale, il British Council e il London College of Fashion, oltre ai borghi londinesi. I membri dell'Autorità della Grande Londra hanno commissionato un rapporto del 2008 su questi progetti, seguito da un altro nel 2009.
L'agenzia è stata chiusa il 31 marzo 2012 a seguito della revisione della spesa del governo di coalizione. Alcune delle sue funzioni furono assunte dalla stessa Autorità della Grande Londra; questi includevano il supporto per Visit London, Think London e Study London e l'amministrazione dei programmi dei Fondi strutturali europei di Londra. Il Localism Act 2011 ha richiesto alla GLA di rilevare le attività e le passività della LDA, che sono state poste nella proprietà di una nuova società sussidiaria - GLA Land and Property.
L'LDA aveva sede a Palestra, 197 Blackfriars Road, Southwark, a sud di Londra (di fronte alla stazione della metropolitana di Southwark). Il team LDA Olympic Land aveva sede presso la sede di Londra 2012 a Docklands.

## Consiglio
I membri del consiglio sono stati nominati dal sindaco di Londra, ed erano:
- Presidente: Harvey McGrath (London Development Agency)
- Ann Humphries
- Edmund Lazarus
- Fran Beckett
- Ian Barlow
- James Cleverly AM
- Jeremy Mayhew
- Cllr Mike Freer
- Megan Dobney
- Cllr Peter Truesdale
- Steven Norris
- Susan Angoy
- Anthony Browne